# Kids in Love (phim)
Kids in Love là phim điện ảnh chính kịch tuổi mới lớn của Anh do Chris Foggin đạo diễn, với phần kịch bản do Sebastian de Souza và Preston Thompson đảm nhiệm. Phim có sự tham gia diễn xuất của Will Poulter, Alma Jodorowsky, Jamie Blackley, Sebastian de Souza, Preston Thompson, Cara Delevingne và Gala Gordon, với nội dung xoay quanh một nhóm bạn trẻ ở London có niềm yêu thích nghệ thuật và lối sống nhanh. Kids in Love được công chiếu ra mắt vào ngày 22 tháng 6 năm 2016 tại Liên hoan phim quốc tế Edinburgh. Phim được công chiếu với số lượng hạn chế tại các rạp chiếu, đồng thời được phát hành dưới dạng video theo yêu cầu vào ngày 26 tháng 8 năm 2016 bởi Signature Entertainment.

## Nội dung
Jack là một sinh viên năm cuối ở London vốn không thích cái cuộc sống đã được vạch ra cho mình. Cậu gặp một cô gái trẻ tên Evelyn, và cô đã giới thiệu cậu tới thế giới Bohemian ẩn trong thành phố này.

## Diễn viên
- Will Poulter vai Jack
- Alma Jodorowsky vai Evelyn
- Sebastian de Souza vai Milo
- Preston Thompson vai Cassius
- Cara Delevingne vai Viola
- Gala Gordon vai Elena
- Jamie Blackley vai Tom
- Pip Torrens vai Graham
- Geraldine Somerville vai Linda
- Jack Fox vai Lars
- Genevieve Gaunt vai Issi
- Jack Bannon vai Alex

## Sản xuất
Là một bộ phim kinh phí thấp, quá trình quay phim chính bắt đầu từ ngày 19 tháng 8 năm 2013 và kết thúc sau bốn tuần vào ngày 14 tháng 9. London là địa điểm chính thực hiện các ảnh quay. Một số cảnh quay được thực hiện tại lễ hội Notting Hill Carnival.

## Phát hành
Vào tháng 2 năm 2016, Signature Entertainment và Factoris Films đã mua lại bản quyền phân phối bộ phim lần lượt tại hai thị trường Anh Quốc và Pháp. Phim được công chiếu ra mắt vào ngày 22 tháng 6 năm 2016 tại Liên hoan phim quốc tế Edinburgh. Kids in Love được công chiếu với số lượng hạn chế tại các rạp chiếu, đồng thời được phát hành dưới dạng video theo yêu cầu vào ngày 26 tháng 8 năm 2016 bởi Signature Entertainment.